# Поширення кращих практик недержавного моніторингу надання адміністративних послуг
«Поширення кращих практик недержавного моніторингу надання адміністративних послуг» — проект міжнародної технічної допомоги, який фінансується Європейським Союзом та Програмою розвитку ООН в Україні (ПРООН) та впроваджується ПРООН у партнерстві з громадським об'єднанням «Самопоміч» (м. Львів).

## Актуальність проекту
Згідно із статистичними даними, понад 60 % громадян України переважно або повністю незадоволені якістю послуг, що надаються місцевими органами влади. Серед основних проблем користувачі відзначають складність адміністративних процедур, відсутність належної інформації або консультацій про особливості процедур надання адміністративних послуг, незручний та обмежений режим роботи адміністративних органів тощо. Натомість місцевим органам влади бракує чітких та прозорих механізмів отримання зворотного зв'язку від мешканців.
Подібна ситуація спостерігається по всій країні. Проблему могли б вирішити громадські організації, які за кордоном виконують роль громадського контролю та допомагають налагодити ефективний зворотній зв'язок між органами влади та мешканцями. Однак хоч в Україні і зареєстровано понад 63000 громадських організацій (за даними державної служби статистики), але лише 10 % з них є активними і тільки близько 6 % населення бере участь у діяльності НДО. Індекс довіри громадян до НДО є вкрай низьким (2,6 з 5), то ж громадяни не сприймають НДО як реальний інструмент захисту своїх прав і не вірять в їхню ефективність.

## Мета проекту
Вдосконалити процес надання адміністративних послуг органами місцевого самоврядування за рахунок посилення громадського контролю та налагодження ефективного зворотного зв'язку із організаціями громадянського суспільства.

## Завдання проекту
1. Сприяння поширенню найкращих практик конструктивного громадського моніторингу надання адміністративних послуг шляхом створення і ефективної діяльності Ресурсного центру для організацій громадянського суспільства та налагодження співпраці між організаціями громадянського суспільства та органами місцевого самоврядування.
2. Передача знань і досвіду щодо громадського моніторингу надання послуг на місцевому рівні, найкращих європейських та світових практик планування і прийняття рішень за широкої участі громадян, залучення громадян до проектів соціальних інновацій та інших моделей спільного прийняття рішень.
3. Підвищення прозорості та підзвітності органів місцевого самоврядування через запровадження інноваційних моделей залучення громадян.
4. Сприяння подальшій інтеграції найкращих моделей і практик залучення громадянського суспільства для покращення надання послуг на місцях до регіональних / національних документів з політики розвитку адміністративних послуг.

## Партнери проекту
Європейський Союз; Програма розвитку Організації Об'єднаних Націй; ГО «Самопоміч» (м. Львів).

## Компоненти та напрямки діяльності проекту
Створення Ресурсного центру з питань громадського моніторингу надання адміністративних послуг на базі громадського об'єднання «Самопоміч» (м. Львів) та налагодження його ефективної консультативно-дорадчої діяльності для організацій громадянського суспільства
Передача знань та досвіду, накопиченого на базі Ресурсного центру, іншим організаціям громадянського суспільства
- Документування успішних практик громадського моніторингу надання адміністративних послуг у містах України та країн Європи.
- Розробка плану розвитку спроможності ОГС, які бажають перейняти успішний досвід моніторингу надання послуг органами місцевого самоврядування.
- Відбір по конкурсу 15 ОГС та надання їм малих грантів на реалізацію проектів щодо покращення якості надання адміністративних послуг у їхніх містах.
- Навчання та оглядові візити для представників відібраних ОГС до місць впровадження успішних практик громадського моніторингу у містах України.
- Розробка вебсторінки з найкращими практиками участі ОГС у контролі та нагляді за наданням адміністративних послуг.
- Реалізація інформаційних кампаній щодо забезпечення підтримки громадськістю ініціатив соціальної підзвітності.

Винесення рекомендацій громадянського суспільства щодо покращення адміністративних послуг на національний рівень
- Сприяння включенню рекомендацій громадянського суспільства у практику надання адміністративних послуг у містах та винесення їх через мережу партнерів на національний рівень.

## Бюджет проекту
Бюджет проекту на 2013—2015 роки становить 427'572.92 дол. США